# 細胞週期

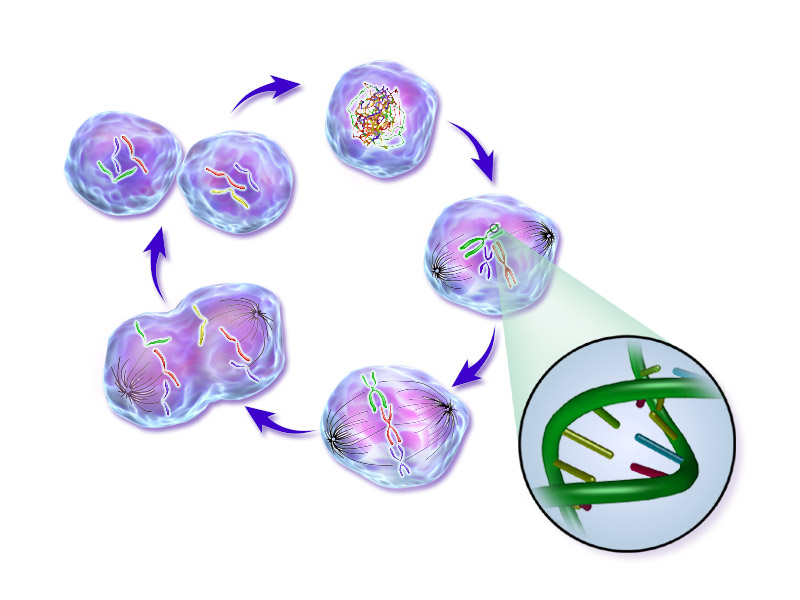
細胞生命週期

洋蔥（蔥屬）細胞在細胞週期的不同階段。通過調節細胞週期仔細控制'有機體'的生長。

細胞週期（英語：cell cycle），是指能持续分裂的真核细胞从一次有丝分裂结束后生长，再到下一次分裂结束的循环过程(準確來說只要有DNA複製，不管是不是有絲分裂它都有細胞週期。生殖細胞無細胞週期。)。細胞週期的长短反映了细胞所处状态，这是一个细胞物质积累与细胞分裂的循环过程。癌变的细胞以及特定阶段的胚胎细胞常常有异常的分裂週期。

## 細胞週期的划分
总的看来，細胞週期通常可划分为分裂间期(I期)和分裂期(M期)，分裂间期是物质准备和积累阶段，分裂期则是细胞增殖的实施过程。整个週期表示为 I期→M期。
其中分裂间期(I期)又常常可以划分为DNA合成前期（G1,gap 1），DNA合成期（S, synthesis）和DNA合成后期（G2, gap2）。在此期间的任务主要是完成染色质中的DNA复制和相关蛋白质的合成。将I期细分之后，整个细胞周期可以表示为：G1期→S期→G2期→M期。
细胞进入G1期可能出现三种情况，其中暂不继续增殖，如骨髓幹细胞和处于不利状态下的癌细胞，但在某些刺激下，这些细胞又可以继续生长分裂，因此有人把这种非增殖状态的G1期细胞称为G0期细胞。以区别处于增殖状态的G1期细胞。
而分裂期通常分作分裂前期(Prophase)、前中期(Prometaphase)、中期(Metaphase)、后期(Anaphase)和末期(Telophase)5个阶段，在此期间进行细胞物质的平均分配并形成两个新的细胞。
| 状态     | 阶段     | 缩写 | 描述 |
| -------- | -------- | ---- | --- |
| 休息     | G0期     | G0   | 细胞离开周期并停止分裂的阶段。 |
| 间期     | G1期     | G1   | G1期的細胞生長. G1检查点控制机制确保一切准备好进行DNA合成。                                                                          |
| 间期     | 合成     | S    | DNA复制发生在这个阶段。 |
| 间期     | G2期     | G2   | 在DNA合成和有丝分裂之间的差距期间，细胞将继续增长。 G2检查点控制机制确保一切准备好进入M（有丝分裂）阶段并分裂。                      |
| 细胞分裂 | 有丝分裂 | M    | 细胞生长停止在这个阶段，细胞能量集中在有序地分裂成两个子细胞。有丝分裂中期的检查点（Metaphase Checkpoint）确保细胞可以完成细胞分裂。 |

細胞週期的劃分：G_{1}期→S期→G_{2}期→M期，以及G_{0}期。
G_{1}期:進行細胞生長，S 期:進行DNA複製,使DNA成為相同的兩份，G_{2}期:製造蛋白質,準備細胞分裂的所需物質，M期：有絲分裂；為進行核裂(染色體分離)和質裂(細胞質分裂)的階段。
當細胞處於G_{0}期時 就會停止細胞一切的複製分裂過程

細胞分裂後，每個子細胞開始新周期的間期。 雖然間期的各個階段通常在形態學上不可區分，但細胞週期的每個階段都有一組不同的特化生物化學過程，為細胞分裂的起始做準備。

## 真核細胞週期的調控
細胞週期的進行是由不同的週期素(Cyclin)所調控。週期素意味著這些蛋白質的表現量會隨著細胞週期的進行而有所變化，進而確認週期素原來是扮演細胞週期調控的角色。依照目前的認知，就如同細胞週期G1期→S期→G2期→M期的進行，在G1期大量表現的週期素D(cyclin D)漸漸的由週期素E(cyclin E)取代，而之後的變化則是E→A→B。

### 細胞週期蛋白和CDK的作用
兩類關鍵調控分子，週期素(Cyclin)和細胞週期蛋白依賴性激酶（CDKs）決定細胞在細胞週期中的進展。2001年諾貝爾生理暨醫學獎頒給利兰·哈特韦尔(Leland H. Hartwell)、蒂姆·亨特(R. Timothy (Tim) Hunt)、和保罗·纳斯(Paul M. Nurse)等三人，以表彰他們多年的研究發現細胞週期的關鍵因子與調控機制，促進世人對細胞週期的了解，進而開啟癌症的生成與不正常細胞週期調控的研究方向。許多編碼細胞週期蛋白和CDK的基因被都是保守在所有真核生物中，但通常更複雜的生物體具有更精細的細胞週期控制系統，其包含更多的個別組件。 許多相關基因首先通過研究酵母，尤其是釀酒酵母（Saccharomyces cerevisiae）來鑑定; 酵母中的遺傳命名法將許多這些基因cdc（即“細胞分裂週期(For "cell division cycle")”）跟隨著一個鑑定數字，cdc25或cdc20。

## 細胞週期檢查點
細胞週期檢查點被細胞用來監測和調節細胞週期的進展。
而除了週期素決定細胞何時進入下一個週期以外，細胞週期檢查點則是扮演監督的角色，只要細胞尚未做好預備複製—分裂的話，檢查點就會活化，一方面停滯週期蛋白的功能，另一方面則可以爭取更多準備的時間。
無論是週期素或檢查點功能發生異常，那細胞往往在M期時無法順利進行分裂過程而走向細胞凋亡，只有極少數的細胞可以逃過這個劫難，最後演化成癌細胞。

## 在腫瘤形成中的角色
細胞週期成分的失調可能導致腫瘤形成。 如上所述，當細胞週期抑製因子RB，p53等突變時，它們可能導致細胞失控增殖，形成腫瘤。

## 延伸閱讀
- Morgan DO. . London: Published by New Science Press in association with Oxford University Press. 2007. ISBN 0-87893-508-8.
- Alberts B, Johnson A, Lewis J, Raff M, Roberts K, Walter P. .  5th. New York: Garland Science. 2008. ISBN 978-0-8153-4111-6.
- Krieger M, Scott MP, Matsudaira PT, Lodish HF, Darnell JE, Zipursky L, Kaiser C, Berk A. . New York: W.H. Freeman and CO. 2004. ISBN 0-7167-4366-3.
- Watson JD, Baker TA, Bell SP, Gann A, Levine M, Losick R. .  5th. San Francisco: Pearson/Benjamin Cummings. 2004. ISBN 0-8053-4642-2.

## 外部連結
- 本条目引用的公有领域材料来自NCBI的文档《Science Primer》。
- Cell Cycle and Cytokinesis - The Virtual Library of Biochemistry and Cell Biology[]
- 2001年醫學和生理學諾貝爾獎 （页面存档备份，存于）